# Hoftag von Visegrád (1339)
Der Zweite Hoftag von Visegrád (polnisch Zjazd w Wyszehradzie) in Visegrád im Jahre 1339 diente der Beilegung von Konflikten zwischen dem König von Polen Kasimir dem Großen, dem König Johann von Böhmen und dem König von Ungarn Karl I. 

## Vorgeschichte
Bereits 1335 kam es zum Ersten Hoftag von Visegrád, bei dem Konflikte zwischen Kasimir und Johann beigelegt wurden. Offen geblieben war die Nachfolgeregelung im Königreich Polen, da Kasimir keinen legitimen männlichen Nachfolger hatte.

## Beschlüsse
Es wurde beschlossen, dass im Fall eines Todes von Kasimir ohne legitimen männlichen Abkömmling der Sohn von Karl Ludwig der Große König von Polen werden sollte. Johann bekräftigte seinen Thronverzicht für das Königreich Polen.

## Nachgang
Kasimir starb 1370 tatsächlich ohne legitimen männlichen Erben und Ludwig wurde König von Polen, womit er die Dynastie des Haus Anjou in Polen begründete. In Anlehnung an die Hoftage wurde 1991 im gleichen Ort die Visegrád-Gruppe von Polen, der Tschechoslowakei, 1993 zerfallen in Tschechien und Slowakei, und Ungarn gegründet.